# Olibrus versicolor
Olibrus versicolor là một loài bọ cánh cứng trong họ Phalacridae. Loài này được Kirsch miêu tả khoa học lần đầu tiên vào năm 1873.